# تشاك ريد
تشاك ريد (بالإنجليزية: Chuck Reed)‏ هو ضابط ومحامي وسياسي أمريكي، ولد في 15 أغسطس 1948 في غاردن سيتي في الولايات المتحدة. حزبياً، نشط في الحزب الديمقراطي. وقد انتخب List of Mayors of San Jose, California ‏.